# Organizarea administrativă a Irlandei de Nord
Per ansamblu, conducerea Irlandei de Nord este realizată în mod direct de guvernul Regatului Unit prin Secretariatul de Stat pentru Irlanda de Nord iar legile sunt create de către Parlamentul Regatului Unit. Adunarea Legislativă Națională a Irlandei de Nord și Executivul Irlandei de Nord stabilite prin Good Friday Agreement din 10 aprilie 1998 sunt în momentul de față suspendate.

## Comitatele Irlandei de Nord
Tradițional, Irlanda de Nord era orgnizată în 32 de Comitate. În 1921, odatăcu Partiția Irlandei, șase dintre acestea au rămas în cadrul Regatului Unit fomînd Iralnda de Nord. Actualmente acestea sunt încă utilizate din punct de vedere administrativ pentru desemnarea reprezentantului reginei, Lord Locotenent, pentru înmatricularea autoturismelor și de către poștă.
| Comitat               | irlandeză           | Reședința   |
| --------------------- | ------------------- | ----------- |
| Comitatul Antrim      | Contae Aontroma     | Antrim      |
| Comitatul Armagh      | Contae Ard Mhacha   | Armagh      |
| Comitatul Down        | Contae An Dúin      | Downpatrick |
| Comitatul Fermanagh   | Contae Fhear Manach | Enniskillen |
| Comitatul Londonderry | Contae Dhoire       | Derry       |
| Comitatul Tyrone      | Contae Tír Eoghain  | Omagh       |

## Districtele Irlandei de Nord
Din 1973 administrația locală în Irlanda de Nord a fost reorganizată fiind înființate 26 de districte. Rolul lor nu este echivalent cu cel al districtelor din restul Regatului Unit, neffind responsabile de educație, infrastructură sau locuințe (cu toate că numesc membrii în consiliul responsabil cu locuințele). Principalele activități sunt recuperarea și reciclarea deșeurilor, servicii comunitare, controlul locuițelor și dezvoltarea locală economică și culturală. Nu sunt autorități de planificare, dar sunt consultate în anumite circumstanțe.
| 1. Antrim 2. Ards 3. Armagh 4. Ballymena 5. Ballymoney 6. Banbridge 7. Belfast 8. Carrickfergus 9. Castlereagh 10. Coleraine 11. Cookstown 12. Craigavon 13. Derry | 1. Down 2. Dungannon and South Tyrone 3. Fermanagh 4. Larne 5. Limavady 6. Lisburn 7. Magherafelt 8. Moyle 9. Newry and Mourne 10. Newtownabbey 11. North Down 12. Omagh 13. Strabane |  |

## Planul de reformă al administrației locale

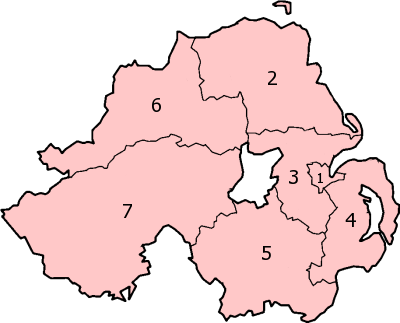
Harta cu districtele propuse

Din 2006 au început consultările cu privire la reforma districtelor din Irlanda de Nord. În noiembrie 2006 a fost propusă o nouă divizare administrativă în 7 districte, ce ar trebui să intre în vigoare în mai 2009. 